# حمام سالونيك البيزنطي

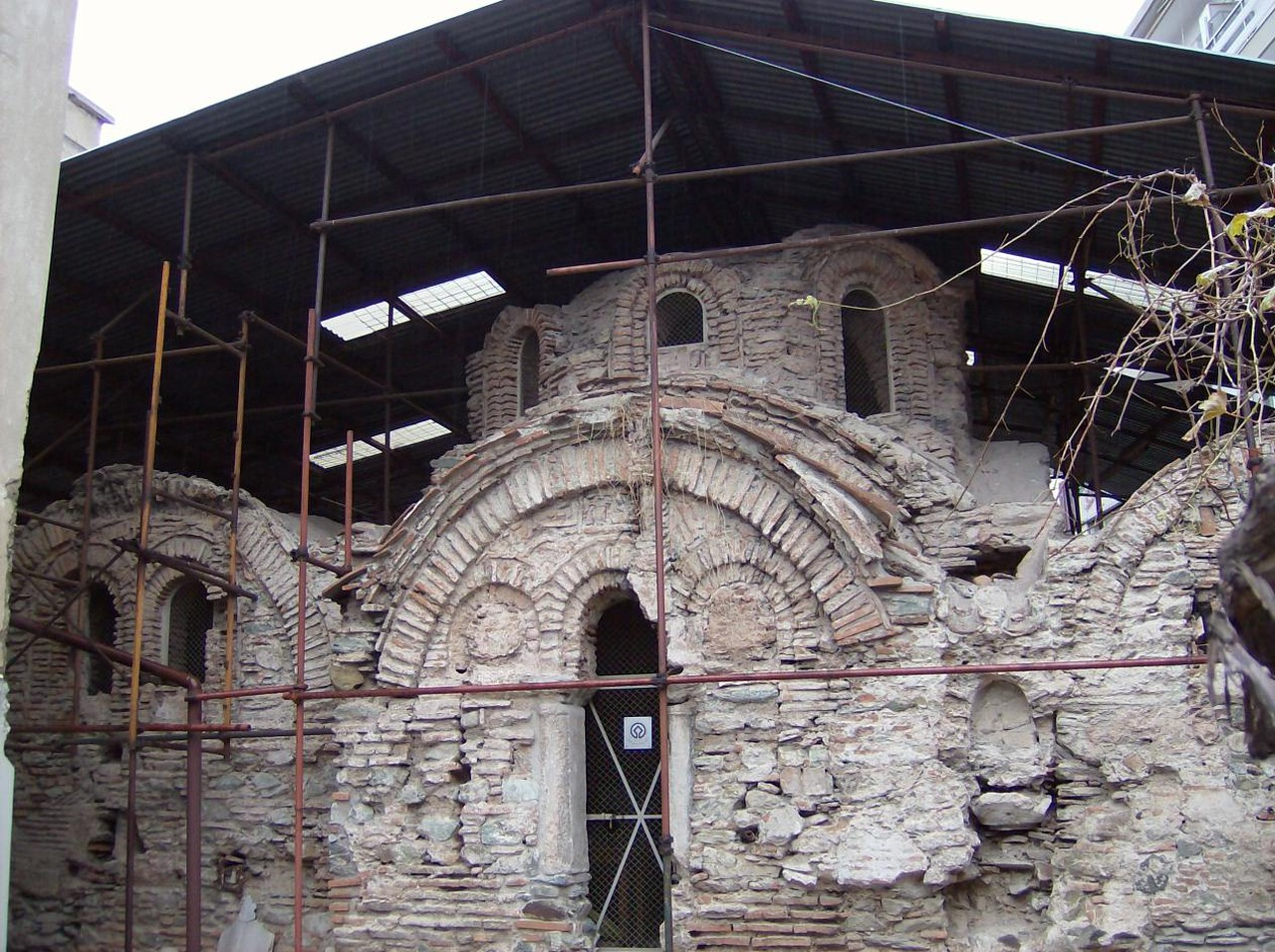
حمامات سالونيك البيزنطيَّة.

الحمام البيزنطي في المدينة العليا (باليونانية: Βυζαντινά Λουτρά Άνω Πόλης) هو حمام عام بيزنطي يقع في مدينة سالونيك اليونانية، وهو الحمام العام البيزنطي الوحيد الذي نجا ويعود للعصور الوسطى.
بنيت الحمامات خلال سيطرة الإمبراطورية البيزنطية على المدينة، وتعود تاريخ بناء الحمام إلى أواخر القرن الثالث عشر وأوائل القرن الرابع عشر، ومنذ ذلك الوقت عمل الحمام بشكل مستمر حتى عام 1940. ويتبع المبنى الهيكليَّة الأصليَّة والنموذجية للحمامات الرومانية، والتي فيها حمام ساخن والكالداريوم، في كل الغرف. في العصور البيزنطية تم استخدام المبنى بالتناوب من قِبل الرجال والنساء بشكل منفصل، ولكن في الفترة العثمانية تم تقسيم الحمام إلى أقسام الذكور والإناث حصرًا، وبالتالي أغلقت كل الغرف عن بعضها البعض.
في عام 1988، تم إدراج الحمام ضمن المعالم البيزنطية في مدينة سالونيك وتم إضافته على قائمة مواقع التراث العالمي من قبل اليونسكو.